# Paul Seippel

Paul Seippel (um 1900, unbekannter Fotograf)

Paul Seippel (geboren 24. April 1858 in Gingins; gestorben 13. März 1926 in Chêne-Bourg) war ein Schweizer Romanist.

## Leben
Paul Seippel war ein Sohn des Lehrers Jean Seippel und der Louise Secretan. Seine Eltern starben früh und er wurde von einem Onkel gefördert.
Seippel studierte Literaturwissenschaft und Jura in Genf, Leipzig, Berlin und Paris. Er arbeitete ab 1884 als Redaktor beim Journal de Genève. In Belgrad arbeitete er zwei Jahre für das serbische Aussenministerium. 1895 machte er eine Weltreise, worüber er eine Reportage veröffentlichte. Er heiratete 1897 Sophie Bovet, ihr Sohn Claude Seippel wurde Ingenieur. Von 1898 bis 1926 lehrte er französische Literatur und Sprache am Polytechnikum Zürich und war daneben weiterhin freier Journalist.
Während des Ersten Weltkriegs versuchte er zwischen den Parteigängern der Mittelmächte und der Entente in der Deutschschweiz und der Westschweiz zu vermitteln. Nach Kriegsende trat er mit Carl Spitteler erfolgreich für den Beitritt der Schweiz zum Völkerbund ein. Der Pazifist Romain Rolland war mit ihm befreundet.
Seippel war von 1915 bis 1919 Präsident des Schweizer Schriftsteller-Vereins. Er erhielt einen Ehrendoktortitel der Universität Genf. Die Gemeinde Chêne-Bourg benannte eine Strasse nach ihm.

## Schriften (Auswahl)
- Terres lointaines. Voyage autour du monde. Payot, Lausanne 1897.
- (Hrsg.): La Suisse au dix-neuvième siècle. Payot, Lausanne 1899.
- Les Deux Frances et leurs origines historiques. Julien, Genf 1905.
- La critique des «Deux Frances». Julien, Genf 1906.
- Escarmouches. Au pays romand; contre les Vandales; les Artistes et le Public; questions religieuses. Payot, Lausanne 1910
- Romain Rolland. L’homme et l’oeuvre. Ollendorff, Paris 1913.
- Adele Kamm. Payot, Lausanne 1912.
  - Adele Kamm. Übersetzung Susanne Elkan. Francke, Bern 1913.
- Un Poète français tombé au champ d’honneur: Charles Péguy. Payot, Paris 1915.
- Les Evénements actuels vus de la Suisse romande. Rascher, Zürich 1915.
- Schweizerische Wahrheiten. Rascher, Zürich 1917.